# Babi Dół
Babi Dół (kaszub. Babi Dół) – wieś kaszubska w Polsce położona w województwie pomorskim, w powiecie kartuskim, w gminie Żukowo, przy drodze krajowej nr 20 Stargard – Szczecinek – Gdynia. 
W miejscowości znajduje się przystanek kolejowy Babi Dół, otwarty w 1932 roku w ramach magistrali węglowej. 

## Historia
Okupację niemiecką Babiego Dołu zakończyło 9 marca 1945 roku zajęcie miejscowości przez wojska 49 Armii 2 Frontu Białoruskiego Armii Czerwonej. W latach 1975–1998 miejscowość administracyjnie należała do województwa gdańskiego.
Od 28 października 2011 stanowi samodzielne sołectwo (wcześniej należała do sołectwa Glincz).
W pobliżu wsi, w lesie, znajdują się pozostałości obiektów jednostki wojskowej, którą zlikwidowano na początku lat 90. XX wieku.
W Babim Dole rozpoczyna się szlak w kierunku rezerwatu przyrody „Jar rzeki Raduni”.
Na granicy miejscowości Babi Dół – Borcz – Trątkownica znajduje się cmentarzysko kurhanowe kultury wielbarskiej, badane wykopaliskowo przez archeologów z Uniwersytetu Łódzkiego.